# チョウミ
チョウミ（周覓、1986年4月19日 - ）は中国出身の歌手、俳優であり、韓国のアイドルグループSUPER JUNIORの派生ユニットSUPER JUNIOR-Mのメンバー。SMエンタテインメント所属。

## 人物
- 身長：185cm、血液型：B型
- 愛称は「ミーミ」など
- 北京師範大学珠海分校 卒業
- SUPER JUNIOR-M以外では中国で俳優、ソロ歌手として活動している。また、SUPER JUNIORをはじめその他歌手に楽曲提供を行っている。
- 韓国語は芸能活動に支障が無いほど堪能であり、韓国の番組でMCを務めた経験がある[2]。
- 元H.O.T.のカンタと親交が深く、2010年に中華圏において発売されたカンタのアルバム『静享七楽』の制作に参加している。

## 作品

### ミニアルバム
- 1st『Rewind』（2014年10月31日）
- 2nd『What's Your Number?』（2016年7月19日）

### シングル
- 『寂寞烟火 (The Lonely Flame)』（2018年12月19日）[3]
- 『I'll be there（feat. クン，シャオジュン）』（2020年2月28日）[4]
- 『Starry Night（feat. リョウク）』（2020年6月22日）[5]
- 『Mañana (Our Drama)（feat. ウニョク）』（2023年6月1日）[6]
- 『Utopia（feat. ヘンドリー）』（2024年9月11日）[7]

### ミュージックビデオ
| 公開日 | 公開日   | 曲名                                | リンク |
| ------ | -------- | ----------------------------------- | ------ |
| 2014年 | 10月31日 | Rewind (挽回) (feat. タオ of EXO)   | ▶      |
| 2014年 | 10月31日 | Rewind (feat. チャンヨル of EXO)    | ▶      |
| 2016年 | 7月14日  | 空房间 (Empty Room) (Chinese ver.)  | ▶      |
| 2016年 | 7月19日  | What’s Your Number?                 | ▶      |
| 2018年 | 4月20日  | 我不管 (I don’t care)               | ▶      |
| 2018年 | 12月27日 | 寂寞烟火 (The Lonely Flame)         | ▶      |
| 2023年 | 6月1日   | Mañana (Our Drama) (feat. ウニョク) | ▶      |

## 単独公演
| 公演日 | 公演日   | 公演名                                                  | 都市     | 開催地 | 会場          |
| ------ | -------- | ------------------------------------------------------- | -------- | ------ | ------------- |
| 2017年 | 9月30日  | E.L.F-JAPAN Presents ZHOUMI FANMEETING 2017             | 東京     | 日本   | 山野ホール    |
| 2018年 | 2月12日  | E.L.F-JAPAN Presents ZHOUMI FANMEETING 2018             | 大阪     | 日本   | 松下IMPホール |
| 2018年 | 10月28日 | 2018 ZHOUMI FANMEETING [THE DAY with ZHOUMI] in BANGKOK | バンコク | タイ   | Mシアター     |
| 2019年 | 5月6日   | E.L.F-JAPAN Presents ZHOUMI FANMEETING 2019             | 東京     | 日本   | 山野ホール    |
| 2023年 | 7月22日  | 2023 ZHOUMI Fanmeeting「Falling Love」                  | 東京     | 日本   | 山野ホール    |
| 2023年 | 11月4日  | 2023 ZHOUMI Fanmeeting「Falling Love」                  | 大阪     | 日本   | Zepp Namba    |

## メディア出演

### ドラマ
- 恋のキセキ（原題：愛情闖進門）- 黎尚林 役

### テレビ番組
- THE SHOW（2014年10月28日 - 2016年9月6日、SBS M）- MC[2]

### 各種SNS
- ZHOUMI 조미 周觅 (@zhouzhoumi419) - Instagram
- zhoumi周觅조미 - 個人X
- 周觅MI - Weibo
- ZHOUMIofficial - X
- ZHOUMI - YouTube

### 公式サイト
- SM Entertainment公式サイト